# Sebastopol (Misisipi)
Sebastopol es un pueblo del Condado de Scott, Misisipi, Estados Unidos. Según el censo de 2000 tenía una población de 233 habitantes y una densidad de población de 61.6 hab/km².

## Demografía
Según el censo de 2000, había 233 personas, 107 hogares y 66 familias residiendo en la localidad. La densidad de población era de 61,6 hab./km². Había 118 viviendas con una densidad media de 31,2 viviendas/km². El 95,28% de los habitantes eran blancos, el 3,00% afroamericanos, el 0,86% amerindios, el 0,86% de otras razas. El 1,72% de la población eran hispanos o latinos de cualquier raza.
Según el censo, de los 107 hogares en el 28,0% había menores de 18 años, el 46,7% pertenecía a parejas casadas, el 10,3% tenía a una mujer como cabeza de familia y el 38,3% no eran familias. El 37,4% de los hogares estaba compuesto por un único individuo y el 18,7% pertenecía a alguien mayor de 65 años viviendo solo. El tamaño promedio de los hogares era de 2,18 personas y el de las familias de 2,83.
La población estaba distribuida en un 21,5% de habitantes menores de 18 años, un 9,4% entre 18 y 24 años, un 26,6% de 25 a 44, un 24,9% de 45 a 64 y un 17,6% de 65 años o mayores. La media de edad era 40 años. Por cada 100 mujeres había 95,8 hombres. Por cada 100 mujeres de 18 años o más, había 92,6 hombres.
Los ingresos medios por hogar en la localidad eran de 31.250 dólares ($) y los ingresos medios por familia eran 47.500 $. Los hombres tenían unos ingresos medios de 26.625 $ frente a los 25.000 $ para las mujeres. La renta per cápita para la ciudad era de 23.630 $. El 18,6% de la población y el 9,5% de las familias estaban por debajo del umbral de pobreza. El 23,8% de los menores de 18 años y el 28,2% de los habitantes de 65 años o más vivían por debajo del umbral de pobreza.

### Evolución demográfica
| 232        | 231 | 228 | 229 | 230 | 231 |
| (Fuente: ) |     |     |     |     |     |

## Geografía
Según la Oficina del Censo de los Estados Unidos, la localidad tiene un área total de 3,8 km², todos ellos correspondientes a tierra firme.